# 牡丹村
牡丹村，位於台灣的屏東縣牡丹鄉，為排灣族牡丹部落、馬拉地部落、中部落、鐵線橋個部落所組成的村落，北臨獅子鄉丹路村與內文村，南接高山村，東鄰東源村與旭海村，西鄰石門村，因牡丹村河邊大多種植野薑花，只要一到野薑花開花時期整個山谷都會散發野薑花的味道，也因為這樣牡丹村被冠上野薑花故鄉的美名，牡丹村裏仍保存不少排灣族的傳統生活習俗和文化。
牡丹村的經濟與交通仰賴縣道199號與縣道199甲號道路與外界連接，往東能到達臺東縣達仁鄉，往西能到達屏東縣車城鄉，往縣道199甲號道路能到達旭海村與南邊的滿州鄉或是更南端的墾丁與恆春鎮。

## 交通

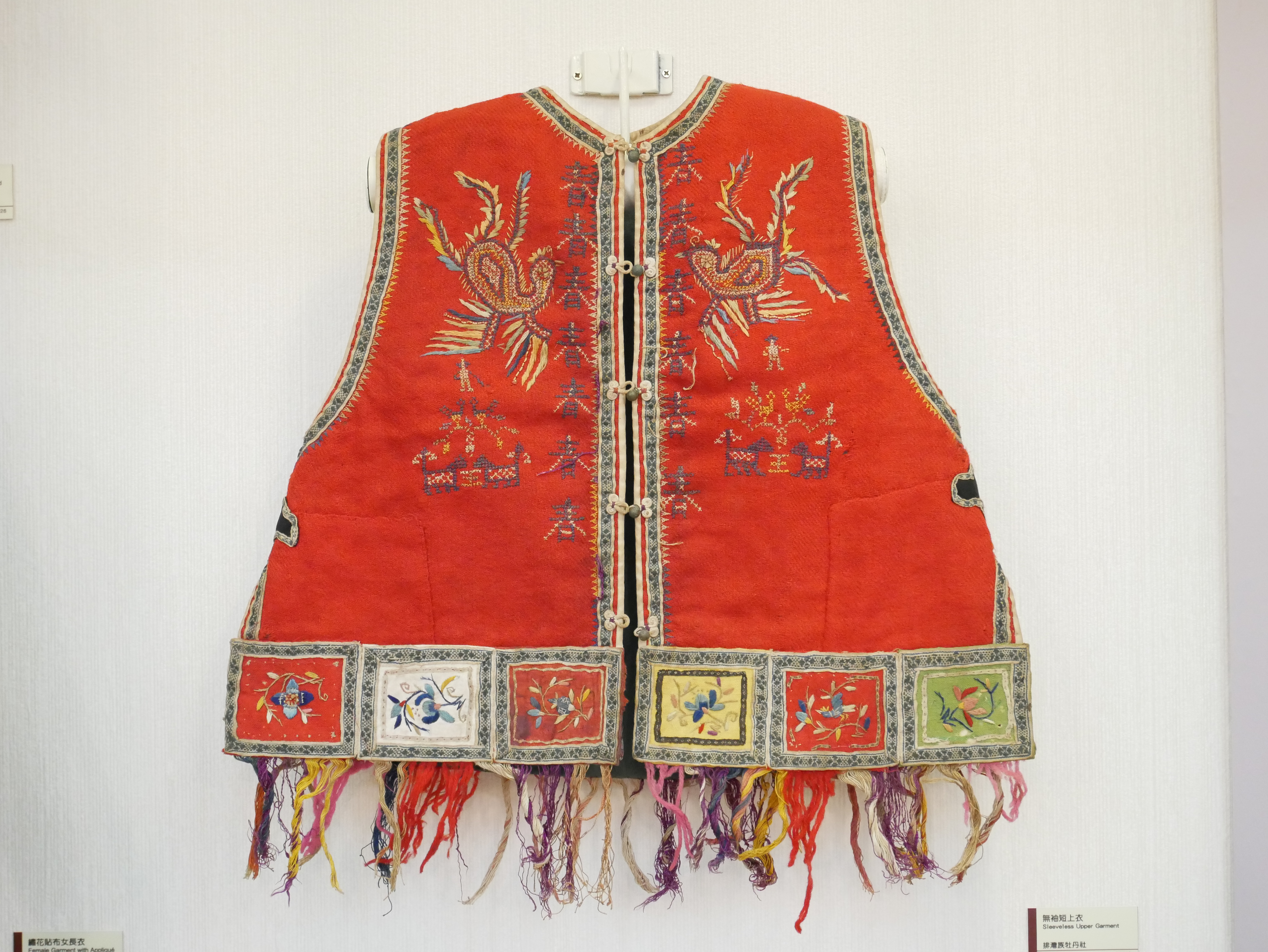
採集自牡丹村的排灣族牡丹社無袖短上衣（國立臺灣大學人類學博物館藏）

- 縣道199號
- 縣道199甲號

## 教育
- 牡丹國小

## 河川
本村有兩條同名河川：
- 牡丹溪 (四重溪支流)，西流注入牡丹水庫，其中游流域位於本村境內西大半部。
- 旭海溪，舊稱牡丹溪，東流注入太平洋，其上游流域位於本村東端凸出部分。

## 地形
- 牡丹池山